# Sky Mountain
Sky Mountain is een stalen shuttle-achtbaan die momenteel in opslag ligt in Mirabilandia Parque de Diversões. Het is een Giant Inverted Boomerang geproduceerd door Vekoma.
De baan is afkomstig uit Six Flags Over Georgia. Daar werd hij in 2001 gebouwd onder de naam Déjà Vu. In 2007 werd de baan echter gesloten, gedemonteerd en verkocht. Het was de bedoeling om de baan in 2011 te openen in Mirabilandia in Brazilië onder de naam Sky Mountain, maar de baan bleef in opslag liggen. In januari 2013 werd de reden daarvoor door de directie van het park bekendgemaakt: het park zou verplaatsen, en het zou te duur zijn om de baan voor twee jaar neer te zetten en hem dan opnieuw te demonteren en hem nogmaals te verplaatsen.

## De rit
De trein hangt onder de rails en verlaat achterwaarts het station, om tot een hoogte van 59 meter getild te worden. Hierna wordt de trein losgelaten en raast hij met een snelheid van ongeveer 106 km/h door het station heen. Hierna volgt een cobra roll en daarna een looping. Hierna gaat de trein weer recht omhoog om vervolgens weer te worden losgelaten. De trein gaat dan achterwaarts terug door de looping en de cobra roll, om vervolgens in het station terug tot stilstand te komen.